# Голос жизни
Голос жизни — еженедельный журнал, выходивший в Петрограде с 1914 по 1915 год.
Редактор Е. И. Маурин. Издательство: Акционерное общество издательства А. А. Каспари. Подзаголовок на обложке: Литературно-политический иллюстрированный еженедельник (с № 3). Подзаголовок на титульном листе: Иллюстрированный еженедельник (с № 8).
№ 1 вышел в октябре 1914 года, № 11 — 24 декабря 1914. В 1915 вышло 26 выпусков, последний № 26 — 24 июня.
В приложении к журналу 1915 года печатался роман Л. Н. Толстого «Война и мир» (Вып. 1—10. — Пг.: Изд. А. А. Каспари, [1915]).